# Erődi Ernő
Erődi Ernő, Harrach, Erődi Fridolin Ernő (Szászrégen, 1857. június 17. – Budapest, Józsefváros, 1924. szeptember 21.) zenetanár, székesfővárosi polgári iskolai igazgató.

## Életútja
Harrach József és Vass Lujza fiaként született. 1876. október 1-től színész volt, előbb Nyéki Jánosnál. 1884. május 25-én mint vendég fellépett a Népszínházban, a »Huszárcsíny« korcsmáros szerepében. 1886-ban a Népszínház titkára lett, innen azonban még ez évben megvált és elszerződött Szegedre titkárnak, Aradi Gerő társulatához, ahol mint rendező is funkcionált. 1887. július havában megvált a színészettől és a fővárosban zenetanár lett.
Első felesége Boránd Hermin színésznő  volt. Tőle megözvegyülve, 1916. október 15-én Budapesten, a Józsefvárosban feleségül vette a nála 28 évvel fiatalabb Körmendy Mária Ilona Jozefa állami polgári iskolai tanítónőt. Halálát szívgyengeség, mellhártya izzadmány okozta. 